# Welsh International 1966
Die Welsh International 1966 fanden vom 25. bis zum 27. November 1966 in Port Talbot statt. Es war die 17. Auflage dieser internationalen Meisterschaften von Wales im Badminton.

## Titelträger
| Disziplin    | Sieger                      |
| ------------ | --------------------------- |
| Herreneinzel | Roger Mills                 |
| Dameneinzel  | Mary Thompson               |
| Herrendoppel | Roger Mills Robert McCoig   |
| Damendoppel  | M. Withers Betty Fisher     |
| Mixed        | Robert McCoig Sheila McCoig |